# Боби Фарел
Боби Фарел (хол. Bobby Farrell; Аруба, 6. октобар 1949. — Санкт Петербург, 30. децембар 2010) је био холандски певач и плесач пореклом са Арубе. Најпознатији је као члан оригиналне поставе поп групе Бони Ем.

## Биографија
Рођен је на Аруби на Холандским Антилима. У Холандију се доселио са петнаест година, а затим је живео у Норвешкој и Немачкој, где је радио као диск-џокеј. Посредством пријатељице Мејзи Вилијамс упознаје Франка Фаријана, који га ангажује као фронтмена за свој пројекат, диско групу Бони Ем. На снимањима у студију певао је Фаријан, а на концертима Боби Фарел.
Почетком 90-их, након распада групе, Фарел је са три новоангажоване певачице, на турнејама изводио репертоар групе Бони ем.
Последње године живота провео је месту близу Амстердама, а умро је 30. децембра 2010. у Санкт Петербургу.
Од 1981. године је био ожењен Јасмином Шабан из Скопља.